# Mehmet Akif Ersoy
Mehmet Âkif Ersoy  (n. 20 decembrie 1873 – d. 27 decembrie 1936) a fost o pesonalitate turcă a perioadei otomane, fiind poet, veterinar, profesor, predicator, hafiz, traducător al Coranului, înotător și deputat.
M. Afik Ersoy este cunoscut ca autor al imnului de stat al Republicii Turcia – İstiklâl Marșı (Marșul Independenței). Este supranumit „poetul patriei” și „poet național”. Cele mai importante opere sunt „Canaklale destani”- Epopeea Galiopolli- „Bulbul” – Privighetoarea-„Sahafat”- . 
După a doua perioadă constituțională a fost redactor-șef al revistei Sirat-i Mustakim (Calea dreaptă) care și-a schimbat numele în Sebil ül-Reşad. În timpul Războiului de Independență a fost deputat în Primul Parlament.
Deși a fost adeptul unei republici laice, nu a fost de acord cu unele reforme făcute după întemeierea Republicii și a plecat în Egipt, unde s-a angajat ca lector de literatura turcă și și-a consacrat 10 ani din viață creației literare.

## Viața

### Nașterea și copilăria
M. Akif este albanez din partea tatălui și uzbec din partea de mamei. El s-a născut la 27 decembrie 1873 în cartierul Karagumruk mahalaua Sariguzel, dar din cauza profesiei tatălui său, care era imam acesta a fost înregistrat în orașul Bayramic din provincia Canakkale. Mama este fiica unor emigranți din Buhara stabiliți în Anatolia, tatăl care era profesor la Madrasaul Fatih s-a născut în orașul Peć din Kosovo. Tatăl i-a dat numele de Ragif care simboliza data de naștere, dar după moartea acestuia, pentru că numele nu era prea folosit, mama a folosit numele de Akif, pe care acesta l-a plăcut mai mult. Mare parte a copilăriei a petrecut-o în casa mamei din Fatih împreună cu sora mai mică, Nuriye.

### Educația
Akif și-a început educația după obiceiul de atunci la vârsta de 4 ani 4 luni și 4 zile la școala din mahalla (cartier). După doi ani a trecut la școala primară, dar în același timp a început să învețe limba arabă de la tatăl său. În 1882 a întrat la gimnaziu, la Gimnaziul Fatih, și în același timp a luat lecții de limba persană la Moscheea Fatih. În timpul școlii, Akif a fost primul la capitolul limbi. A fost influențat în școală de profesorul de limba turcă, Hersekli Hoca Kadri Efendi, care era caracterizat ca un iubitor al libertății.
După gimnaziu mama dorea să aibă o educație clasică și dorea ca Akif să urmeze madrasaul, dar tatăl său dorea ca acesta să meargă la o școală la modă în timpul acela, Liceul Mulkiye. Anul 1888 a fost un an foarte greu pentru Akif; în timp ce se afla la cursul superior al școlii tatăl său moare și, în același an, casa părintească este mistuită într-un incendiu iar familia cade în sărăcie. Un elev al tatălui său, Mustafa Sitki, construiește o casă mai mică pe terenul rămas și familia lui Akif se mută aici. Akif este nevoit să își caute o meserie și să-și întrețină familia. De aceea, renunță la liceul Mulkiye și se înscrie la Școala de Veterinari, deschisă în anul acela pentru prima dată pentru civili.
Această școală era de patru ani și avea internat. În această școală Akif îndrăgește științele reale, dar mai ales este influențat de profesorul de bacteriologie Rifat Husamettin Pașa. În timpul școlii Akif începe să practice sportul începe cu lupte libere, continuă cu aruncarea greutății și înotul, participând la concursuri sportive.
Este atras de poezie în ultimi doi ani ai școlii, pe care o termină ca sef de promoție în 1893. După absolvire Akif își perfecționează limba franceză și reușește să memoreze Coranul. Publică două gazeluri în revista „Hazine-i Funun” și o poezie în revista „Mektep Mecmuasi”. În același timp se angajează ca funcționar.

### Perioada de funcționar
Imediat după absolvire Akif este angajat la Ministerul Agriculturii unde a lucrat între anii 1893-1913. Prima funcție a fost de cea de inspector veterinar adjunct. Aceasta era o funcție în Istanbul, dar implica o vastă arie de controlat. În primii patru ani, Akif a inspectat Rumelia, Anatolia, Albania și Arabia. În această perioadă a avut posibilitatea de a intra în contact cu populația. 
În timpul unei călătorii a trecut pe la Peć și s-a cunoscut cu rudele din partea tatălui. În anul 1898 s-a căsătorit cu Doamna Ismet, fiica casierului de la „Turnătoria Imperială Dl. Mehmed Emin”, cu care a avut șase copii. 
M. Akif își cultivă pasiunea pentru poezie scriind poezii care îi sunt publicate în diferite reviste. Este numit profesor de limba turcă la Școala de Agricultură și Veterinari de la Halkali și la Școala de Machiniști ??? de la Ciftlik.

### Influența celei de a doua perioade  constituționale
În timpul celei de a doua perioade constituționale, M. Akif era director adjunct al Afacerilor Veterinare. După declararea constituționalității, M. Akif împreună cu 11 prieteni devin membri ai Partidului „Uniune și Progres”. La depunerea jurământului, M. Akif obiectează față de prevederea „mă voi supune regulilor fără nicio reținere” și înlocuiește stipularea „fără nicio reținere” cu formula „numai pentru lucruri corecte și drepte”.
M. Akif preda lecții de literatură arabă și în același timp începe să predea lecții de literatură otomană la Universitatea din Istanbul. Cel mai important lucru pentru M. Akif este acela că intră în lumea scrisului, chiar dacă anterior mai scrisese unele poezii. În data de 27 august 1907 este numit redactor-șef al revistei Sirat-ul Mustakim (Calea Dreaptă). În primul număr este tipărită poezia „Moscheea Fatih”. După plecarea lui Ebulula Mar din redacție, revista își schimbă numele în Sebil ul Reşad. Marea parte a articolelor și al poeziilor sale apar în aceste două reviste. M. Akif este influențat de predicatorul de origine egipteană Muhaed Abduh care susținea o uniune a Islamului. Este afectat de revolta albaneză din 1910 și a presimțit ce urma să se întâmple. În articolele sale încearcă să împiedice revoltele, dar Războaiele Balcanice îl dezamăgesc. În 1914 pleacă într-o călătorie de 2 luni în Egipt și la Medina. Amintirile din Egipt le transpune în poezia „El Uksur da”. În anul 1913, împreumă cu Recaizade Ekrem, Abdulhak Hamid, Suleyman Nazif și Cenap Şahabettin înființează „Asociația de Apărare Națională” având ca scop informarea populației pe calea literaturii. Pe 2 februarie 1913 a ținut o predică de vineri la Moscheea Bayazid iar pe 7 februarie 1913 a ținut o predică la Moscheea Fatih, ambele având ca subiect apărarea patriei.

### Intrarea în serviciile secrete
După Războaiele Balcanice M. Akif demisionează în 1913 din funcția deținută la Serviciul Veterinar, pentru că articolele sale erau anti-guvernamentale, iar după ce este atenționat demisionează și din funcția de profesor de la universitate. A continuat să predea la Școala Agricolă și Veterinară de la Halkali. Serviciile Secrete, care aparțineau Ministerului de Război, i-au propus să meargă în 1914 la Berlin și, împreună cu șeicul tunisian Salih Șerif,  să organizeze o uniune islamică. A participat la inspectarea lagărelor de prizonieri de război în care erau deținuți soldați musulmani care au luptat sub drapelul britanic și a încercat să-i convingă că au luptat împotriva otomanilor. A scris manifeste în limba arabă care au fost aruncate din avion pe linia frontului. Amintirile din Germania au fost descrise în poezia „Amintiri din Berlin”, tipărită în revista Sebil-ül Reşad. După reîntoarcere, a fost trimis în Arabia să facă propagandă împotriva englezilor. M. Akif a urmărit cu atenție Bătălia de la Gallipoli, pentru care a scris „Epopeea Canakkale”. A mai rămas două luni și în Liban, iar la reîntoarcere a scris poezia „Din deșertul Najaf la Medina”.

### Intrarea în  Asociația  Dar-ul Hikmet-il Islamiye
În anul 1918 este invitat în Liban de Ali Haydar Șerif, Emirul orașului Mecca. În acest timp este numit secretar al Asociației Dar-ul Hikmet-il Islamiye (Poarta Cunoștințelor Islamice) printre ai cărei membri se numărau Ahmet Cevdet, Mustfa Sabri și Said Nursi. Asociația avea ca scop să contracareze propaganda anti-islamică și să dezvolte relații între statele islamice și Imperiul otoman. În acest timp Anatolia este ocupată de forțele învingătoare din Primul Război Mondial și poporul turc își începe mișcarea de rezistență. M. Akif participă la rezistență și pleacă în Anatolia la Balıkesir unde, la 6 februarie 1920, ține o predică înflăcărată. Fiind un foarte bun orator M. Akif ține mai multe discursuri și predici în Anatolia. Redacția revistei Sebi-ul Reşad devine un centru de comunicare al rezistenței. M. Akif este dat afară din asociație, pentru că susținea mișcarea de eliberare națională.

### Participarea la Războiul de Independență
Mustafa Kemal l-a invitat pe M. Akif la Ankara, pentru a scoate revista acolo. M. Akif ajunge la Ankara pe 24 aprilie 1920, a doua zi după deschiderea parlamentului. A participat la lupta națională ca poet, orator, călător, ziarist și politician. După sosirea la Ankara, Mustfa Kemal îl introduce în parlament ca deputat de Burdur apoi de Biga. A participat la lucrările primului parlament între 1920-1923. Prima sa misiune a fost aceea de a încerca să potolească spiritele în Konya. Cu toate că a depus toate eforturile, nu a reușit să stăpânească revolta din Konya. Este trimis apoi la Kastamonu, pentru a ridica moralul populației. Aici, la geamia Nasrullah, ține o predică care a fost apoi tipărită și împărțită în toată Anatolia. Împreună cu prietenul său Eșref Edip, M. Akif scoate în continuare revista la Kastamounu, cel mai răsunător număr fiind numărul 464 care a fost tipărit în mai multe ediții ce au fost împărțite soldaților. Revista a fost interzisă de Rusia Sovietică pe motiv că popoarele de origine turcică vor fi influențate de articolele cuprinse în ea. La Ankara, M. Akif se stabilește la Mănăstirea Taceddin. În urma atacului declanșat de Grecia, s-a discutat în parlament despre părăsirea Ankarei și stabilirea capitalei la Kayseri. M. Akif s-a împotrivit și a cerut ca linia de apărare să fie organizată la Sakarya, iar această propunere a fost acceptată.

### Scrierea  Marșului Independenței
M. Akif este convins de bunul său prieten Hamdullah Suphi (Tanriover), care era Ministrul Educației, să participe la concursul organizat pentru alegerea imnului de stat. Nu dorește să participe din cauza premiului uriaș oferit, 500 de galbeni. Nicio poezie din cele prezentate la concurs nu a îndeplinit cerințele și crezul general era că numai M. Akif putea să scrie acest imn. După ce acceptă să participe la concurs, o mare parte a poeziilor sunt retrase de autorii lor. Marșul Independenței este o poezie dedicată armatei turce. La cererea expresă a autorului, poezia nu este inclusă în nicio carte a acestuia. La data de 12 martie 1921, la ora 17:45, Marșul Independenței a fost citit în plenul parlamentului de către Hamdullah Suphi și ascultat în picioare de parlamentari. Premiul de 500 de galbeni este donat de M. Akif Semilunii Roșii. M. Akif este medaliat cu „Medalia Independenței”.

### Exilul egiptean
În anul 1923, M. Akif se reîntoarce la Istanbul, dar este invitat către Abbas Halim Pașa să petreacă iarna în Egipt. Înainte de plecare se înțelege cu Directoratul pentru Afaceri Religioase să traducă Coranul în limba turca. La început nu a dorit să accepte acest contract, deoarece dorea să scrie „Epopeea Eliberării Naționale”, dar apropiații l-au convins să accepte, pe motiv ca altă persoană nu poate face traducerea. Începe să petreacă verile la Istanbul iar iernile la Cairo. După 1926 nu se mai reîntoarce și se stabilește la Hilvan în apropiere de Cairo. Se retrage în izolare încercând să termine traducerea Coranului, dar după 6-7 ani de muncă nu este mulțumit de rezultat și încearcă să scape de responsabilitate anulând contractul cu Directoratul pentru Afaceri Religioase. Predă manuscrisul prietenului său Yozgatli Ihsan cu rugămintea ca, în cazul în care moare, să-l ardă. În perioada petrecută în Egipt a predat limba și literatura turcă la Universitatea Egipteană din Cairo.
În 1913, pe când se aflat la Cairo, Mehmet Akif a scris „Ben ki Arnavudum” (Numele meu este albanez), un „imn național pentru fiecare alabanez”, cu 100 de versuri grupate în 25 de catrene, care însă a fost neglijat de istoriografia și literatura albaneză.

### Revenirea în Turcia și decesul
În Egipt, M. Akif se îmbolnăvește de ciroză și la 17 iunie 1936 se reîntoarce la Istanbul, pentru tratament. Moare la 27 decembrie 1936 în Apartamentul Egiptean din Pera și este înmormântat în cimitirul Edirnekapi din Istanbul. La ceremonia de înmormântare nu au participat oficialitățile, doar o mare mulțime de studenți de la Universitatea din Istanbul l-au însoțit pe ultimul drum. Monumentul funerar este plătit de către studenți. În 1960, din cauza lărgirii șoselei, mormântul lui M. Akif este mutat în Cimitirul Martirilor de la Edirnekapi, între prietenii săi Suleyman Nazif și Ahmed Naim.

## Curent literar
M. Akif a început să scrie poezii din timpul liceului, prima poezie fiind „Apel la Coran”. Începând cu 1908 începe să folosească ritmul metric (în turcă aruz) pentru a scrie povești în versuri. Subiectul principal este viața grea a poporului. În timpul Războaielor Balcanice a început să scrie epopei. Prima mare epopee este „Epopeea Martirilor de la Canakkale”. A doua mare epopee este „Privighetoarea” (în turcă Bulbul), scrisă în urma ocupării orașului Bursa de către greci. A treia mare epopee este „Marșul Independenței” în care a descris lupta pentru independență. M. Akif a fost împotriva principiului „Arta este pentru artă” și a folosit un stil în care este des folosită religia. A fost împotriva curentului de literatură națională și s-a împotrivit occidentalizării literaturii turce, intrând astfel în conflict cu Tevfik Fikret.
Creația sa se împarte în poezii lirice și poezii didactice. În cele lirice descrie natura, clima din țările arabe, meditează pe teme religioase și umaniste, descrie pelerinajul la locurile sfinte pentru musulmani. În poeziile didactice descrie un peisaj, un drum și, sub formă de dialog, redă suferințele poporului. Aduce un elogiu muncii, în care vede calea îmbunătățirii situației. Versurile patriotice ale lui M. A. Ersoy sunt înscrise pe monumentul eroilor din Anafarta.

## Opere
Operele sale sunt adunate într-un volum cu numele de Safahat, alcătuit din 8 cărți.
Cartea 1: Safahat – 44 de poezii
Cartea 2: De la  balconul Suleymaniye - dialog între doi oameni
Cartea 3: Vocea poporului – 10 poezii
Cartea 4: De la balconul Fatih
Cartea 5: Amintiri
Cartea 6: Curatul
Cartea 7: Umbrele – 41 de poezii
Cartea 8: Safahat – sunt adunate toate cărțile tipărite și poeziile care nu au fost tipărite în timpul vieții.
„Marșul Independenței” nu este inclus, pentru că M. Akif a spus următoarele: „Eu l-am îngropat în inima poporului”.

## In memoriam

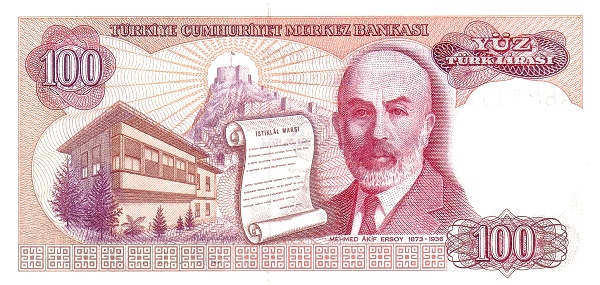

- Ca semn de prețuire a contribuției sale la cultura turcă, chipul lui Mehmet Akif Ersoy a fost reprodus pe bancnota de 100 de lire turcești.
- În campusul Universității Hacettepe, aflate la 3 km de Ankara, se găsește vechea casă a lui Mehmet Akif Ersoy, transformată în muzeu, iar în fața acesteia se află un monument în care este inclus și bustul lui Mehmet Akif Ersoy.[6]
- Universitatea din localitatea Burdur din Turcia, poartă numele „Mehmet Akif Ersoy”.
- În localitatea Fethiye se află un monument pe care apare și bustul lui Mehmet Akif Ersoy, alături de cele ale iluștrilor săi înaintași Osman Bey (1258-1326) fondatorul Imperiului Otoman, Fatih Sultan Mehmet (1432-1481), Yavuz Sultan Selim (1470-1520).
- La 13 octombrie 2006, cu ocazia împlinirii a 70 de ani de la moartea lui Mehmet Akif Ersoy, poșta turcă a lansat o marcă poștală comemorativă cu valoarea nominală de 130+20 kuruș, având codul TR 3554F în catalogul Michel.[7]
- La Istanbul se află un bust a lui Mehmet Akif Ersoy.[8]
- În cartierul Altındağ din Ankara, în piața Hamamönü din centrul istoric recent restaurat a fost amplasată o statuie care îl reprezintă pe Mehmet Akif Ersoy în picioare, ținând un discurs.
- În localitatea Sultanhanı din provincia Aksaray se află un bust a lui Mehmet Akif Ersoy.[9]